# Manjung
Il distretto di Manjung è un distretto nella parte sud-occidentale dello stato di Perak, in Malesia. Il distretto è ben noto per la sua isola di Pangkor, una delle principali attrazioni di Perak e sede della base navale e del cantiere navale della Royal Malaysian Navy (TLDM). Poiché la popolazione è in aumento, si stanno sviluppando infrastrutture residenziali e commerciali. Dinding faceva parte della colonia britannica degli Stabilimenti dello Stretto.
Seri Manjung è il principale centro urbano del distretto, mentre le città più piccole includono Lumut, Sitiawan, Ayer Tawar, Pantai Remis e Beruas.

## Storia

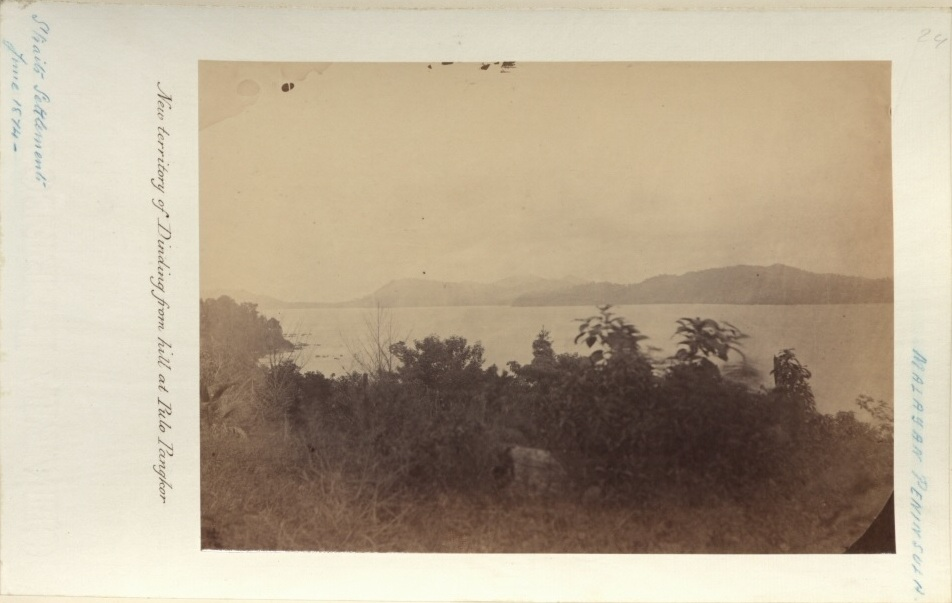
Vista di Dindings presa da una collina a Pulau Pangkor, 1874.

Malesia nel 1922 con gli Stabilimenti dello Stretto, tra cui Dinding, in rosso

Prima del 1973 il distretto era chiamato Dindings. Prima faceva parte degli Stabilimenti dello Stretto, sotto l'amministrazione di Penang. Il distretto di Dindings entrò a far parte del Pangkor Engagement (anche comunemente noto come Trattato di Pangkor), firmato dalla Gran Bretagna e dal sultano di Perak, il Sultano Abdullah, nel gennaio 1874. Questo accordo fu firmato per fermare lo spargimento di sangue derivante da due grandi eventi: la lotta per il trono tra parenti della regalità di Perak dopo la morte di Sultan Ali, e le guerre tra i clan cinesi Ghee Hin e Hai San per afferrare le aree di estrazione di stagno nel Taiping.
L'accordo imponeva al sultano di Perak di consegnare Dindings agli inglesi, di accettare un residente britannico, Sir JWW Birch, e la nomina dell'assistente residente a Taiping, capitano Tristram Speedy . Il Sultano Ismail doveva dimettersi dal trono di Perak.
Durante l'era coloniale britannica, i Dindings comprendevano tre aree principali: Sitiawan, Lumut e Pangkor Island.
Nel 1937, il sultano di Perak, il Sultano Iskandar Alang fece appello, con successo, agli inglesi per il ritorno di Dindings a Perak. Il governo di Perak unì l'ex colonia con Bruas e aree costiere a sud, formando il distretto di Dindings. Nel 1973, il distretto di Dindings ricevette l'attuale nome Manjung.
Il 24 aprile 2009, Lumut è stata dichiarata dal Sultano di Perak la come Royal Malaysian Navy Town - o semplicemente chiamata TLDM Town o Navy Town. Manjung fu anche dichiarata "Bandar Pelancongan Dan Maritim" (Turismo e città marittima) dal governo di Perak.
Nell'agosto 2016, l'isola di Sembilan è stata separata dal distretto di Manjung e incorporata nel distretto di Bagan Datuk .

## Geografia antropica

### Suddivisioni amministrative

Mappa del distretto di Manjung

Il distretto di Manjung è diviso in cinque mukim :
- Beruas
- Lekir
- Lumut
- Pengkalan Baharu
- Sitiawan

## Società

### Evoluzione demografica
Quanto segue si basa sul censimento del 2010 del Dipartimento di Statistica della Malesia.
| Gruppi etnici a Manjung, censimento 2015 | Gruppi etnici a Manjung, censimento 2015 | Gruppi etnici a Manjung, censimento 2015 |
| Razza                                    | Popolazione                              | Percentuale                              |
| ---------------------------------------- | ---------------------------------------- | ---------------------------------------- |
| Bumiputera                               | 116.006                                  | 50,3%                                    |
| Cinese                                   | 83.500                                   | 36,1%                                    |
| Indiana                                  | 31.257                                   | 13,5%                                    |
| Altri                                    | 509                                      | 0,2%                                     |
| Totale                                   | 230.763                                  | 100%                                     |

## Parlamento federale e Assemblea statale
Elenco dei rappresentanti del distretto di Manjung nel Parlamento federale ( Dewan Rakyat )

## Formazione scolastica
Manjung ha numerose scuole, conseguenza della rapida crescita della popolazione. Ci sono 24 scuole primarie e cinque scuole secondarie cinesi nel distretto. Di queste, cinque scuole sono state fondate da Ong Seok Kim . Sono SJK (C) Chung Cheng, Sitiawan nel 1920; SMJK Nan Hwa (che si divise in Sekolah Tinggi Nan Hwa, Ayer Tawar Road nel 1984) nel 1935; SJK (C) Ping Min, Lumut nel 1951; e SMJK Dindings, Lumut nel 1953. Ong Seok Kim morì nel 1964. L'anno seguente, la comunità Manjung istituì il fondo per l'educazione commemorativa di Ong Seok Kim in suo onore. Il fondo offre borse di studio e prestiti agli studenti nel distretto di Manjung, indipendentemente dall'etnia. Tutta la scuola è sotto l'amministrazione di Pejabat Pendidikan Daerah Manjung.

### Educazione secondaria
- SMK Seri Manjung
- SMK Kampung Dato 'Seri Kamaruddin
- SMK Ahmad Boestamam
- Convento SMK, Sitiawan
- Metodista SMK (ACS), Sitiawan
- SMK Tok Perdana
- SMK Ambrose
- Metodista SMK, Ayer Tawar
- SMK Raja Shahriman
- SMK Pantai Remis
- SMK Changkat Beruas
- SMK Dato 'Idris, Pengkalan Bharu
- SMK Seri Samudera
- SMK Batu Sepuluh, Lekir
- SMK Pangkalan TLDM
- SMK Pangkor
- Kolej Vokasional Seri Manjung

### Istruzione superiore
- Universiti Kuala Lumpur Malaysian Institute of Marine Engineering Technology (UniKL MIMET)
- Institut Kemahiran Mara (IKM) (Lumut)
- Kolej Komuniti (situato in parte a Sekolah Teknik Seri Manjung)
- Kolej Kejururawatan Ipoh (ramo Lumut - situato vicino a Lumut Town)

### Centri di formazione
- Outward Bound Malaysia,[9] Lumut
- Pusat Latihan Khidmat Negara,[10] (Teluk Rubiah & Segari)

## Trasporto
I trasporti pubblici che servono la zona di Manjung sono autobus pubblici che si possono prendere tra Stesen Bas Seri Manjung e Stesen Bas Lumut.
Altre forme di trasporto includono taxi e auto a noleggio.
Il distretto di Manjung è accessibile anche tramite la Route 5, la Route 60, l'autostrada Ipoh-Lumut e la West Coast Expressway.

## Assistenza sanitaria
I principali centri sanitari di Manjung sono:
- Ospedale Seri Manjung, Seri Manjung
- Ospedale Angkatan Tentera, Lumut
- Sri Manjung Specialist Center (membro del KPJ Healthcare Berhad Group)
- Klinik Kesihatan Sitiawan, Sitiawan
- Klinik Kesihatan Ayer Tawar, Ayer Tawar
- Klinik Kesihatan Pulau Pangkor, P. Pangkor
- Klinik Kesihatan Pantai Remis, Pantai Remis
- Klinik Kesihatan Beruas, Beruas
- Klinik Kesihatan Lekir, Lekir, Sitiawan
- Pantai Hospital Seri Manjung (aperto aprile 2014)
- Columbia Asia Hospital, Sitiawan, in sostituzione del precedente Goodhope Specialist Hospital, Sitiawan (abbandonato, gennaio 2014)
- Più di 70 cliniche private (medici di famiglia)

## Economia
I principali settori economici di Manjung sono l'agricoltura, l'industria manifatturiera e i servizi. L'agricoltura è il principale settore economico, che costituisce la maggior parte dell'occupazione della popolazione. Manjung è ben noto per la sua produzione di bestiame, in particolare il pollame. La pesca marittima e l'allevamento di pesci/gamberi sono le attività economiche più importanti. Almeno 5.000 residenti sono pescatori. L'allevamento di pesci d'acqua dolce e gamberetti viene effettuata accuratamente. Ci sono più di 300 stagni di gamberi in attività. La zona di allevamento di gamberi più popolare si trova lungo il fiume Dinding.
Il distretto di Manjung è diventato il distretto in più rapida crescita nello stato di Perak. I prezzi degli immobili stanno registrando aumenti di oltre il 15% negli ultimi anni. In termini di crescita del settore commerciale, Manjung è il secondo distretto in più rapida crescita nello stato, con 5.947 unità sviluppate, pari al 13,32%. Molte di queste aziende e industrie si trovano lungo le strade che collegano Sitiawan, Seri Manjung, Lumut e Ayer Tawar. Attività industriali e commerciali sono presenti anche in altre città limitrofe come Beruas, Pantai Remis, Pekan Gurney, Lekir e Changkat Kuring.
Le imprese di Manjung comprendono commercio all'ingrosso, generi alimentari e servizi. Ci sono anche attività informali come venditori ambulanti (1.029 che coprono l'11,00%) e venditori itineranti (1.092 che coprono l'11,00%) nel distretto di Manjung.
Di tutte le attività commerciali qui, i servizi contribuiscono per circa il 72,30% di tutte le attività commerciali. Il settore alimentare è la seconda più grande attività commerciale, coprendo il 24,40% (1.449 unità), mentre le attività all'ingrosso coprono la parte restante, con circa il 3,40%.

### Pangkor

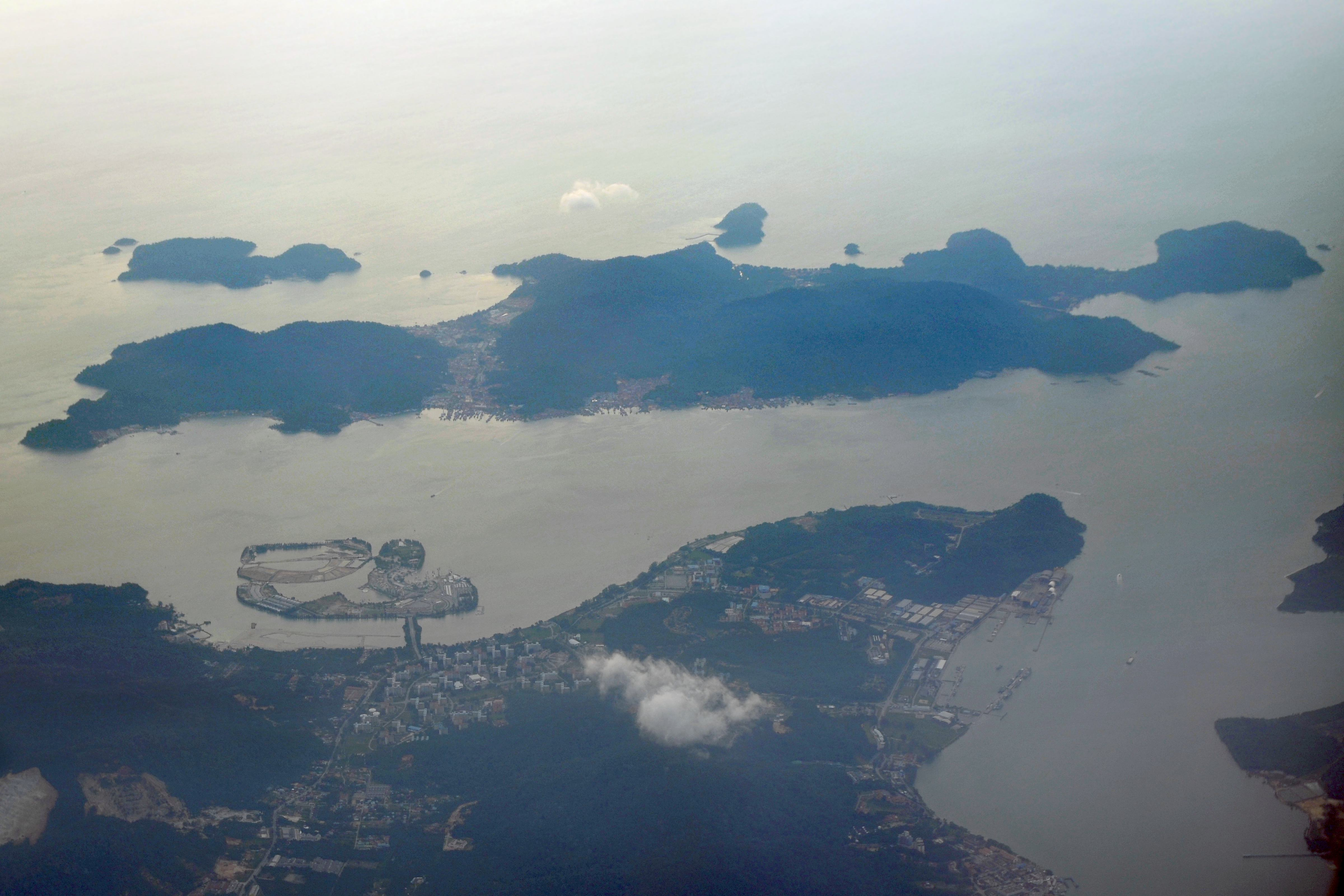
Fotografia aerea dell'isola di Pangkor e Lumut dall'est

L'isola di Pangkor, una località di villeggiatura, è una delle isole più famose della Malesia. Si trova a circa 90 km a sud ovest di Ipoh. La principale meta turistica dell'isola di Pangkor sono le spiagge della costa occidentale, come Pantai Puteri Dewi, Pasir Bogak Beach, Teluk Belanga, Teluk Segadas, Teluk Nipah e Teluk Cempedak.
L'isola principale di Pangkor è popolata principalmente da pescatori che occupano la costa orientale. L'isola è famosa per le sue acciughe e calamari.
Ci sono anche rovine di un forte olandese di 330 anni fa che era una delle roccaforti olandesi contro i pirati e i malesi locali. Un altro interesse storico sull'isola di Pangkor è la tavoletta in pietra di Pangkor ( Batu Bersurat Pangkor in Malay) che si trova vicino al forte olandese.
Pangkor Laut Island, una piccola isola di proprietà privata a sud-ovest dell'isola principale, è la seconda più grande delle nove isole che compongono l'arcipelago di Pangkor. Pangkor Laut è conosciuta per le sue spiagge bianche e le acque cristalline. Ha tre spiagge principali, Emerald Bay, Coral Beach e Royal Bay.

### Marina Island
Marina Island è una delle isole artificiali della Malesia, costruita sulla costa di Teluk Muruh, di fronte all'isola di Pangkor e al resort di Pangkor Laut, nello stato di Perak, in Malesia . L'isola copre un'area di 316,9 acri situata a 400 metri dalla costa della terraferma. Marina Island ha impiegato cinque anni di pianificazione metodica e approfonditi studi di fattibilità per garantire che la realizzazione dell'isola non avrebbe disturbato l'ambiente.
Marina Island è anche una porta di accesso all'isola di Pangkor con l'istituzione di un terminal per pontili domestici sull'isola. Il viaggio verso l'isola di Pangkor dura solo 10 minuti dal molo dell'isola Marina.

### Spiagge
Oltre alle spiagge dell'isola di Pangkor, ci sono altre spiagge a Manjung che sono popolari tra gente del posto e turisti. Teluk Batik è spesso la scelta preferita di campeggiatori, pic-nic, nuotatori e amanti del sole. Chi preferisce la privacy dovrebbe visitare il tranquillo Teluk Rubiah, una spiaggia circondata da colline verdeggianti e accessibile solo da un unico ingresso. Altre spiagge importanti della zona sono la spiaggia di Pasir Panjang e Teluk Senangin.

### Altri luoghi di interesse
Il Centro di allevamento Terrapin è un centro di allevamento di tartarughe d' acqua dolce (o Batagur baska) e un centro di informazione per gli amanti della fauna selvatica.
I musei del quartiere sono il Museo Beruas e il Museo degli insediamenti di Sitiawan .

### Campi da golf
Alcuni campi da golf popolari a Manjung sono Damai Laut Golf e Country Club.

### Centri commerciali
- Centro commerciale di miliardi, Jalan Lumut, Seri Manjung
- The Store,[13] Sitiawan (ex supermercato Fajar)
- Rapid Supermarket, Sri Manjung (precedentemente Ceria Supermarket)
- Econsave[14] Ipermercato, Sitiawan
- Ipermercato Tesco, Seri Manjung
- AEON Seri Manjung
- Mydin Hypermarket, Sri Manjung (proposto) - accanto a Toyota Showroom
- Valore TF, Seri Manjung

### Stadi
- Mini Stadium Seri Manjung
- Padang Astaka Sitiawan
- MP3 Badminton Court Center (situato vicino a un ipermercato gigante)